# Половинкинське сільське поселення
Полови́нкинське сільське поселення (рос. Половинкинское сельское поселение) — сільське поселення у складі Кондінського району Ханти-Мансійського автономного округу Тюменської області Росії.
Адміністративний центр та єдиний населений пункт — селище Половинка.
Населення сільського поселення становить 1160 осіб (2017; 1350 у 2010, 1435 у 2002).